# Whitall Perry
Whitall Nicholson Perry (Boston, 1920 — 2005) foi um autor norte-americano da escola da Filosofia Perene.

## Biografia
Nascido numa influente família de religião Quaker, desde a juventude interessou-se pelo Platonismo e a filosofia Vedanta indiana e, seguindo as pegadas dos escritores trancendentalistas Ralph Waldo Emerson e Henry Thoreau, tornou-se um "brâmane de Boston” em pleno século XX.
Seu profundo interesse pela sabedoria do Oriente e do Ocidente o levou a viajar por países integrantes das civilizações budista, hindu, islâmica e cristã oriental. Seu livro mais conhecido é a antologia da sabedoria de santos, místicos, filósofos e escrituras de todo o mundo e todas as épocas, intitulada A Treasury of Traditional Wisdom ("Um Tesouro da Sabedoria Tradicional"), cuja primeira edição é de 1981. Segundo o autor britânico William Stoddart, "todos os escritos de Perry implicaram pesquisa cuidadosa e invariavelmente transmitem uma grande quantidade de informação". Segundo o autor e professor australiano Harry Oldmeadow, Whitall Perry foi "o mais importante autor perenialista de origem norte-americana."
A Treasury of Traditional Wisdom deve sua origem ao incentivo e inspiração de outro destacado morador de Boston na primeira metade do século XX, Ananda Coomaraswamy (então o curador da seção de arte asiática do Museu de Belas Artes local). Em sua seleção dos textos, em seus comentários e na própria estrutura do livro, Perry reflete as visões e a sabedoria de seu mentor, o metafísico suíço-alemão Frithjof Schuon.
Perry escreveu também diversos artigos para a revista inglesa Studies in Comparative Religion.